# Thaumasia
Thaumasia là một chi nhện trong họ Pisauridae.